# Kelliher
Kelliher é uma cidade localizada no estado americano de Minnesota, no Condado de Beltrami.

## Demografia
Segundo o censo americano de 2000, a sua população era de 294 habitantes.
Em 2006, foi estimada uma população de 306, um aumento de 12 (4.1%).

## Geografia
De acordo com o United States Census Bureau tem uma área de
5,6 km², dos quais 5,4 km² cobertos por terra e 0,2 km² cobertos por água. Kelliher localiza-se a aproximadamente 414 m acima do nível do mar.

## Localidades na vizinhança
O diagrama seguinte representa as localidades num raio de 36 km ao redor de Kelliher.